# Мартіна Карідді
Мартіна Карідді (ісп. Martina Cariddi; нар. 30 травня 2001, Мадрид, Іспанія) — іспанська акторка кіно і телебачення.

## Біографія
Мартіна Карідді народилася 30 травня 2001 року у Мадриді. 

## Фільмографія
| Рік |  | Українська назва | Оригінальна назва | Роль |
| --- |  | ---------------- | ----------------- | ---- |